# Geyssell García
Geyssell Lined García Navarrete (Santo Tomás, Chontales, 5 de febrero de 1995) es una modelo y reina de belleza nicaragüense, Miss Universo Nicaragua 2024. Representó a Nicaragua en Miss Universo 2024 donde logró posicionarse entre las finalistas. García representó a Nicaragua en la competencia Miss Universo 2024 en la Ciudad de México, México, en donde quedó entre las 30 mejores y siendo la primera vez que Nicaragua clasificó por segundo año consecutivo.

## Biografía

### Primeros años de vida
García nació en Santo Tomás del departamento de Chontales, el 5 de febrero de 1995. Es licenciada en gestión turística y hotelera y actualmente gestiona su propio hotel. Es modelo profesional y también le apasiona el baile.

## Concursos de belleza
García comenzó a participar en certámenes de belleza cuando ganó Miss Teen Turismo Nicaragua 2011 y también ganó el premio a la Mejor Figura. García representó al departamento de Chontales en el certamen Miss Mundo Nicaragua 2018, donde quedó como primera finalista, siendo Yoselin Gómez la ganadora de dicho certamen. 
El 17 de septiembre de 2018, García representó a Nicaragua en el concurso Face of Beauty International 2018 y compitió contra otras 42 candidatas en el City Park Resort en Nueva Delhi, India, donde terminó como segunda finalista y también ganó el premio a la Mejor en traje de baño. Myint Mo May de Myanmar ganó dicho certamen. El 11 de enero de 2020, García representó a Nicaragua en el Reinado Internacional del Café 2020 y compitió contra otros 22 candidatos en el Teatro Fundadores de Manizales, Caldas, Colombia, donde no llegó a semifinalista.
El 8 de agosto de 2020, García representó al departamento de Chontales en el concurso Miss Nicaragua 2020 y compitió contra otras ocho candidatas en el Centro de Convenciones Holiday Inn de Managua, donde quedó como primera finalista. Ana Marcelo de Estelí ganó dicho certamen. García ha sido anunciada recientemente como Miss Universo Nicaragua 2024 y representará a su país en Miss Universo 2024 en la Ciudad de México, México.

### Concursos
| Competencia                         | Resultado         | Representación | Premios especiales     | Sede                        |
| ----------------------------------- | ----------------- | -------------- | ---------------------- | --------------------------- |
| Miss Teen Turismo Nicaragua 2011    | Ganadora          | Nicaragua      | Mejor figura           | Managua, Nicaragua          |
| Miss Mundo Chontales 2017           | Ganadora          | Chontales      |                        | Managua, Nicaragua          |
| Miss Mundo Nicaragua 2018           | Primera finalista | Chontales      |                        | Managua, Nicaragua          |
| Face of Beauty International 2018   | Segunda Finalista | Nicaragua      | Mejor en Traje de Baño | Nueva Delhi, India          |
| Reinado Internacional del Café 2020 | No clasificó      | Nicaragua      |                        | Manizales, Caldas, Colombia |
| Miss Nicaragua 2020                 | Primera finalista | Chontales      |                        | Managua, Nicaragua          |
| Miss Universo Nicaragua 2024        | Designada         | Chontales      |                        | —                           |
| Miss Universo 2024                  | Top 30            | Nicaragua      |                        | Ciudad de México, México    |